# Can Flor
Can Flor és un edifici del municipi de Sant Cugat del Vallès (Vallès Occidental) que forma part de l'Inventari del Patrimoni Arquitectònic de Catalunya. Forma part de l'antic terme medieval d'Aqualonga.

## Descripció
És una masia formada per un conjunt de tres edificacions que presenten una característica en comú: balustrada que recorre el pis superior i que forma una gran balconada. El primer edifici també presenta una galeria de dos arcs de punt rodó de gran obertura i el tercer pis té un gran ràfec sostingut per dues columnes salomòniques. Al edifici central una cornisa motllurada recorre el coronament de façana. Tot el conjunt queda tancat en un barri al qual s'accedeix per una gran porta coberta per teulada.